# Christine D'haen

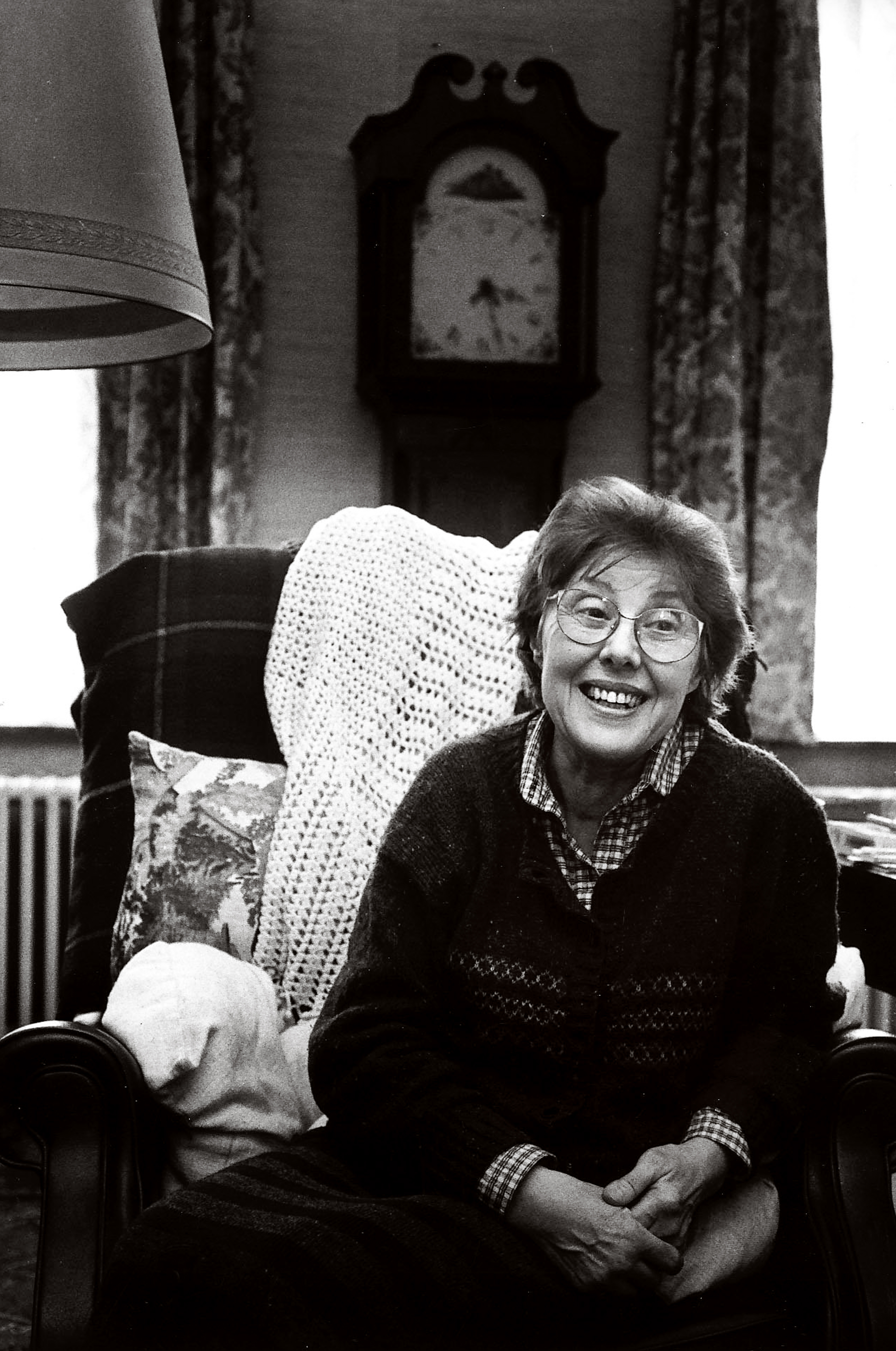
Christine D'hean bij haar thuis in Brugge, oktober 1990.

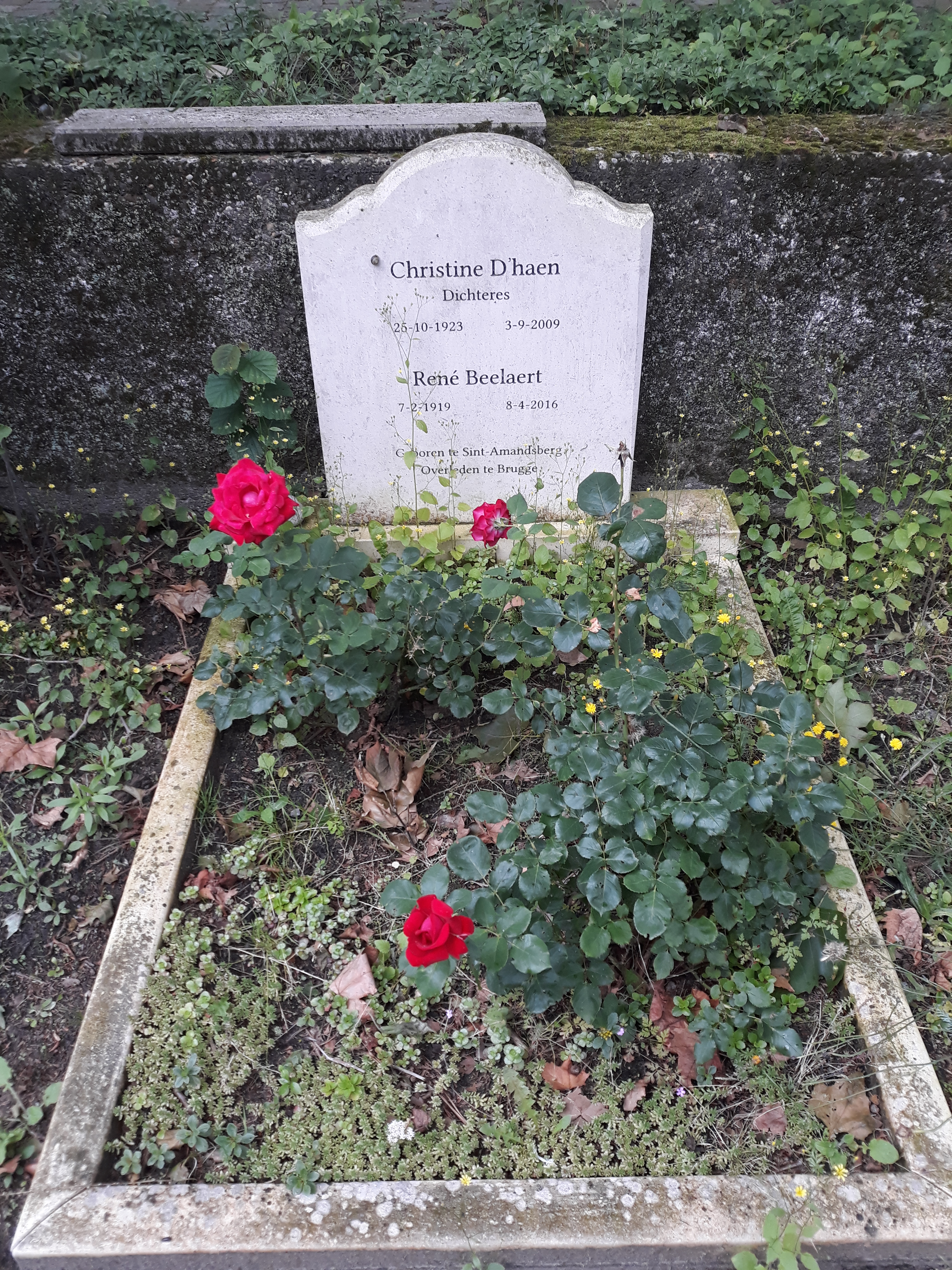
Het graf van Christine D'haen en haar echtgenoot René Beelaert op Campo Santo (Gent)

Christine Elodia Maria D'haen (Sint-Amandsberg, 25 oktober 1923 – Brugge, 3 september 2009) was een Vlaamse dichteres en prozaschrijfster.

## Levensloop
Christine D'haen (spreek uit: 'Daan') was de dochter van een onderwijzer, later inspecteur van het onderwijs. Haar moeder was eerst stenotypiste en daarna huismoeder. Haar drie jaar jongere zuster is de kunstenares Elsa D'haen. Ze volbracht haar middelbare studies (Grieks-Latijnse) aan de Sint-Bavohumaniora in Gent. Ze studeerde Germaanse filologie aan de Rijksuniversiteit Gent en behaalde haar licentiaatsdiploma in 1946. Van 1947 tot 1949 studeerde ze filosofie in Amsterdam en in 1949-1950 anglistiek in Edinburgh. 
In 1952 trouwde ze met René Beelaert. Hij was eveneens geboren in Sint-Amandsberg, op 7 februari 1919. In 1941 was hij licentiaat geschiedenis geworden aan de Rijksuniversiteit Gent, met als onderwerp voor zijn thesis: Bijdrage tot de geschiedenis van de godsdienstvervolging in Gent van 1577 tot 1584. Hij was leraar geschiedenis in het Koninklijk Atheneum 1 Centrum in Brugge (1950-1979).
D'haen werd lerares Engels,van 1950 tot 1957 in het Rijkslyceum Brugge en van 1957 tot 1970 in de Rijksnormaalschool Brugge. In 1969 werd ze aangesteld voor de wetenschappelijke archivering en inventarisering van Guido Gezelles geschriften die in het bezit van de stad Brugge waren; ze werkte hieraan tot in 1983.
Vele jaren woonde Christine D'haen langs de Potterierei en in de Jeruzalemstraat in Brugge. Op het einde van de jaren zeventig verhuisde ze naar de Nieuwe Gentweg. Ze werd er geconfronteerd met aspecten van het massatoerisme (onder meer met de paardenhoefslagen van voorbijrijdende koetsen) waar ze geen vrede mee nam; ze uitte haar ongenoegen daarover in vele ingezonden brieven en met opschriften en spreuken in vele talen achter de vensters. ("O Brugse stadskoetsieren, / wilt spreken en niet tieren!", "Coachmen of Bruges, for us who live here, / lower your voices and silently veer."). Ze deed ook vaak haar beklag over de 'versuikering' van Brugge. In een interview in Het Nieuwsblad in 1991 zei ze dat Brugge elke dag lelijker werd. Ze sprak ongenadig over de 'uitverkoop aan het toerisme' en trok fel ten strijde tegen 'de toeristische vervlakking'.
Christine D'haen overleed op 85-jarige leeftijd na een twee jaar durende ziekte. Ze werd bijgezet op het Campo Santo-kerkhof in Gent - Sint-Amandsberg. Haar echtgenoot overleed in Brugge op 8 april 2016, 97 jaar oud.

## Literair werk en waardering
In 1948 debuteerde ze in Dietsche Warande en Belfort en in het Nieuw Vlaams Tijdschrift. Het katholieke milieu in Sint-Amandsberg bij Gent speelde in haar werk een grote rol. Zelf situeerde ze zich als agnost.
In 1958 verscheen haar dichtbundel Gedichten 1946-1958. Deze gedichten bezitten een klassiek vormschema dat opviel in het decennium van de uitbundige Vijftigers. Haar gedreven poëtisch werk kenmerkt zich door een retorisch taalgebruik met beladen symboliek, een poëtisch-technische begaafdheid, een enorme taalrijkdom, een ongeziene verbeeldingskracht en een zintuiglijke geladenheid. Meermaals komen er verwijzingen terug naar de Griekse mythologie. Om het de lezer wat makkelijker te maken, voegde ze veelal voetnoten toe.
In 1960 werd haar door de Maatschappij der Nederlandse Letterkunde (Leiden) de  Lucy B. en C.W. van der Hoogtprijs toegekend.  
De jury beschreef haar werk, dat toen nog beperkt was, op een merkwaardige wijze, die ook op veel van haar daaropvolgende werken zou toepasselijk blijken, waaruit hiernavolgende citaat:
"Het werk van Christine D'haen heeft een heel eigen stem en staat te midden van de huidige poëzie-stromingen geheel apart. Sedert zij in 1948 in Dietsche Warande en Belfort het grote gedicht Abailard en Heloys publiceerde, dat naast een duidelijke beïnvloeding door Aafjes reeds de karaktertrekken van een oorspronkelijke persoonlijkheid verried, ontwikkelde haar talent zich op verrassende wijze. Zij werd de dichteres van de Eros, in bloeiende, lichamelijke zintuiglijkheid beleefd, maar in wezen een ervaring der ziel, terwijl deze beide bij haar in voortdurende communie staan met de kosmos. Een diepe geluksverzadiging gaat hier gepaard met een smartelijk bewustzijn van de raadselachtigheid en vergankelijkheid van leven en liefde. Misschien schreef zij daarom verscheidene van haar typerendste verzen over de zuivere, door geen kritisch denken vertroebelde schoonheid van de slapende geliefde en van eigen verzinken in de wijde geborgenheid van de slaap."
"De poëzie van Christine D'haen is in een merkwaardige synthese warmzinnelijk en intellectueel. Haar geest, drager van een rijke eruditie, beweegt zich met voorliefde in de symbolenwereld van de cultuur der antieken, van de Renaissance en van de bijbel en doet de reële gewaarwordingen, emoties en gedachten vergroeien met een verre, maar voor háár levend tegenwoordige verbeeldingswereld. Men wordt in een aantal verzen op het eerste gezicht herinnerd aan 17de- en 18de-eeuwse decoratieve, mythologische pronk. Haar poëzie weet echter de intens beleefde moderne realiteit en haar zeer persoonlijke zinnen- en zielsreacties daarop in een fantasierijke eenheid samen te smelten met deze in haar bewustzijn actueel levende gestalten. (Zie bijvoorbeeld het slotgedicht, De tweede Verdieping.)"
"In vele andere verzen is de expressie directer, spreekt een jonge vrouw met eigen stem en toon, in een heldere en tegelijk versluierde taal, haar beleving uit van de wereld, van de stille dingen, van avondval en morgendoorbraak, van het sterven van een beminde en bewonderde gezellin (de grafgedichten voor Kira van Kasteel), van de veilige weelde van de slaap, maar bovenal van de verrukkende en toch onvoltooibare Eros."
Christine D'haen schreef autobiografische fictie, alsook een biografie van Guido Gezelle De wonde in 't hert (1988) waarin zij de complexe verhouding tussen de dichter Gezelle en zijn priesterschap onderzoekt. Naast poëzie en proza vertaalde ze ook werk van Hugo Claus in het Engels. In diezelfde taal vertaalde ze ook een 25-tal gedichten van Gezelle.
In Zwarte Sneeuw (1989) schreef de dichteres: "Het is mijn panische angst die mij dag en nacht kwelt: dat ik verloren zal gaan, mijn ziel zal verloren gaan, mijn wezen, mijn zin."
Bij haar nagelaten papieren stak een volledige dichtbundel die in de zomer van 2011 bij Querido werd uitgegeven onder de titel De beker van Djamsjied. Djamsjied was een mythische koning van Perzië die verbonden blijft met de ontdekking van wijn. Een vrouw, lid van zijn harem, viel in ongenade. Ze moest de gifbeker drinken, maar ontdekte dat de gefermenteerde druiven in de beker een ander effect hadden. Ze vertelde de koning over de bijzondere bijwerkingen van de drank en werd weer in de harem opgenomen.
Haar werk werd soms op gemengde gevoelens onthaald omdat zij vaak verwees naar illustere voorgangers als Milton, Dante, Joyce en Rilke. Ook haar ingewikkelde en soms wat buitenissige woordvondsten, constructies en titels zoals 'Onyx', 'Merencolie' en 'Morgane' leken soms vergezocht.

## Postume waardering
Onmiddellijk na haar overlijden in 2009 wijdde de openbare stadsbibliotheek van Brugge een uitgebreide expositie aan haar, onder de titel 'De belangrijkste naoorlogse dichteres in Vlaanderen'. In de Vlaamse pers verschenen slechts korte bijdragen bij haar heengaan, dit in tegenstelling tot de Nederlandse pers. In NRC Handelsblad wijdde Kester Freriks een uitgebreide bijdrage aan haar en op Literatuurplein.nl deed Jef van Gool dit eveneens.
Op 18 maart 2010 wijdden De Koninklijke Academie voor Nederlandse Taal- en Letterkunde en de Universiteit Gent (Vakgroep Nederlandse Literatuur) een colloquium aan het onlangs overleden Academielid. Het woord werd er gevoerd door Paul Claes, Paul Demets, Marc van den Hoof, Marc Kregting en Hedwig Speliers.
De stad Brugge gaf haar naam aan een nieuwe straat in een verkaveling met appartementsgebouwen op de gronden van het vroegere bedrijf Structo langs de Damse Vaart (wijk Sint-Jozef). De stad Gent gaf haar naam aan het Christine D'haenhof in Sint-Amandsberg.
Paul Claes schreef ter nagedachtenis van de dichteres de bundel zielgedichten Animula, die werd opgenomen in zijn dichtbundel Ziel van mijn ziel (2015).

## Onderscheidingen
- 1951 Arkprijs van het Vrije Woord
- 1960 Lucy B. en C.W. van der Hoogtprijs van de Maatschappij der Nederlandse Letterkunde (Leiden)
- 1961 Interprovinciale Prijs voor poëzie
- 1976 Lid van de Koninklijke Academie voor Nederlandse Taal- en Letterkunde
- 1988 Prijs van de Stad Gent
- 1989 Henriëtte de Beaufort-prijs
- 1991 Anna Bijnsprijs der Nederlandse Letteren
- 1992 Teirlinckprijs van de Académie Royale de Belgique
- 1992 Prijs der Nederlandse Letteren
- 2007 Henriëtte de Beaufort-prijs

## Boekbesprekingen
Over haar biografie van Guido Gezelle onder de titel De wonde in 't hert (1987), bleef het bevreemdend stil in de Brugse geschiedkundige tijdschriften. Alleen Luc Schepens schreef ergens dat het hier niet om een biografie ging maar om een omvergevallen fichebak. Karel De Busschere publiceerde, enkele jaren na verschijnen, een genuanceerd oordeel over het boek.
Christine D'Haen kon zelf ongenadig zijn over publicaties die zich op haar Gezelledomein waagden. De bestsellerbiografie die Michel van der Plas aan Guido Gezelle wijdde onder de titel Mijnheer Gezelle. Biografie van een priester-dichter (1990) kon ze niet smaken. Dat boek van Plas, pleegde ze te zeggen.
Toen hoogleraar Johan Van Iseghem een boek wijdde aan Gezelle humorist (1999), schreef ze in De Standaard der Letteren (3 februari 2000) een ongenadige  recensie over wat ze 'een gedrocht' en 'een onding' noemde, onder de titel Het koddigste Gezelleboek van de eeuw.

## Werken
- Abailard en Heloys, in: Dietsche Warande en Belfort (1948)
- Gedichten (1951)
- Gedichten 1946-1958 (1958)
- Vanwaar zal ik u lof toezingen? (1966)
- Gezelle, Poems/Gedichten (1971)
- Ick sluit van daegh een ring (1975)
- [Avondzon: zitten aan water] (1983)
- Onyx (1983)
- J. H. Leopold, Cheops (1985, vertaling in het Engels, met Paul Claes)
- John Donne, Een nocturne op het feest van S. Lucia, zijnde de kortste dag (1985, vertaling met Paul Claes)
- De wonde in 't hert, Guido Gezelle, een dichtersbiografie (1988)
- Mirages (1989)
- Zwarte sneeuw (1989) (autobiografie)
- Ik ben genoemd meisje en vrouw. 500 gedichten over de vrouw uit de Nederlandse letterkunde (1980)
- [Zoals het loof...] (1991)
- Duizend-en-drie (1992)
- Een brokaten brief (1992)
- Merencolie (1992)
- Schouwtoneel (1994)
- Morgane (1995)
- Een paal, een steen (1996)
- De zoon van de Zon (1997)
- Bérénice (1998)
- Dodecaëder / Dantis meditatio (1998)
- Elohim (1998)
- Het geheim dat ik draag (1998)
- Kalkmarkt 6, De stad & Het begin (1999)
- Het huwelijk (2000)
- De twaalf werken (2000)
- Fabula mundus (2001)
- Miroirs - gedichten vanaf 1946 (2002)
- Dantes Divina Commedia verklaard (2003)
- Mirabilia (2004)
- Uitgespaard zelfportret. Verzameld proza (2004)
- Innisfree (2007)
- De beker van Djamsjied (2011)
- De spiegel van Alexander (2013)
- Geboorte - gedichten (2016)
- Het is niets. Een bloemlezing (red. Paul Claes & Piet Couttenier) (2023)